# Ham Lake
Ham Lake est une ville dans le comté d'Anoka dans l'État du Minnesota, aux États-Unis.

## Géographie
Selon le Bureau du recensement des États-Unis, la ville s'étend sur 92,49 km2.

## Démographie
D'après les chiffres obtenus lors du recensement de 2010, la ville est peuplée de 15 296 personnes. La densité de population est de 171,7 habitants par kilomètre carré. La population de la ville est composée à 94,4 % de blancs, à 0,7 % d'afro-américains, à 0,4 % d'amérindiens et à 4,5 % de personnes d'autres origines.
| 1980  | 1990  | 2000   | 2010   | - |
| ----- | ----- | ------ | ------ | - |
| 7 832 | 8 924 | 12 710 | 15 296 | - |